# Лексінгтон (Мічиган)
Лексінгтон (англ. Lexington) — селище (англ. village) в США, в окрузі Сенілак штату Мічиган. Населення — 943 особи (2020).

## Географія
Лексінгтон розташований за координатами 43°16′2″ пн. ш. 82°32′13″ зх. д. / 43.26722° пн. ш. 82.53694° зх. д. (43.267251, -82.536991).  За даними Бюро перепису населення США в 2010 році селище мало площу 3,66 км², з яких 3,63 км² — суходіл та 0,03 км² — водойми.

## Демографія
Згідно з переписом 2010 року, у селищі мешкало 1178 осіб у 599 домогосподарствах у складі 331 родини. Густота населення становила 322 особи/км².  Було 1114 помешкання (304/км²).
Расовий склад населення:
| - 97,3 % — білих - 0,3 % — чорних або афроамериканців - 0,3 % — азіатів - 0,2 % — корінних американців |

До двох чи більше рас належало 1,3 %. Частка іспаномовних становила 1,5 % від усіх жителів.
За віковим діапазоном населення розподілялося таким чином: 15,2 % — особи молодші 18 років, 51,8 % — особи у віці 18—64 років, 33,0 % — особи у віці 65 років та старші. Медіана віку мешканця становила 55,2 року. На 100 осіб жіночої статі у селищі припадало 86,4 чоловіків;  на 100 жінок у віці від 18 років та старших — 83,0 чоловіків також старших 18 років.
Середній дохід на одне домашнє господарство  становив 44 920 доларів США (медіана — 28 802), а середній дохід на одну сім'ю — 64 448 доларів (медіана — 49 531). Медіана доходів становила 52 813 долари для чоловіків та 34 219 доларів для жінок. За межею бідності перебувало 17,2 % осіб, у тому числі 22,2 % дітей у віці до 18 років та 11,6 % осіб у віці 65 років та старших.
Цивільне працевлаштоване населення становило 423 особи. Основні галузі зайнятості: мистецтво, розваги та відпочинок — 17,0 %, освіта, охорона здоров'я та соціальна допомога — 16,3 %, роздрібна торгівля — 14,4 %.